# Adam Czechowicz
Adam Czechowicz (ur. 20 lutego 1981 w Gorzowie Wielkopolskim) – polski żużlowiec.
Licencję żużlową uzyskał w 1998 i w tym roku bronił barw macierzystego klubu Stali Gorzów Wielkopolski. Od 1999 startuje w Kolejarzu Opole.

## Starty w lidze
- 1998: Stal Gorzów Wielkopolski
- 1999–2002: TŻ Opole
- 2003–2012: Kolejarz Opole